# Netscapeシリーズ
Netscapeシリーズ（ネットスケープ シリーズ）は、ジム・クラークとNCSA Mosaicの開発を抜けたマーク・アンドリーセン、ジェイミー・ザウィンスキーらによって開発されたネットスケープコミュニケーションズのウェブブラウザであるNetscape Navigatorを起源とするウェブブラウザシリーズである。日本では「ネスケ」や「NN」といった略称でも呼ばれた。
Netscape Navigatorのバージョン4以降は、Netscape Navigator単体での配布以外に電子メールクライアント、ウェブページ作成ソフトなどをまとめたNetscape Communicatorとしても配布されるようになった。なお、Netscape Communicatorはバージョン6から名前がNetscapeに変更され、同時に旧版のNetscape Navigatorも名称をNavigatorに変更されている。またバージョン8では名称がNetscape Browserへと変更されたが、バージョン9では再びNetscape Navigatorとなった。
Netscapeシリーズは1990年代に圧倒的な人気を獲得したが、第一次ブラウザ戦争で後発のInternet Explorerに敗れ、2007年に開発終了が発表された。Netscapeの技術は様々な経緯を経てMozilla Firefoxに引き継がれ、2010年代以降も開発が継続している。
2024年にはAOLによりChromiumベースのブラウザとして復活したが、全盛期のように主力製品としてではなく、Netscape ISPのウェブサイトで密かに配布が行われているのみである。

## 変遷

### バージョン1から4
Netscape Navigatorは、バージョン1.0から4.8までのウェブブラウザの名称である。最初のベータ版リリースは1994年。Netscapeの初期の開発者の多くが開発していたNCSA Mosaicの開発元である米国立スーパーコンピュータ応用研究所から法的な異議申し立てが届いてNetscape Navigatorと改名するまでは Mosaic Netscapeとしてリリースされていた。ウェブブラウザの改名と同時に会社名もモザイクコミュニケーションズからネットスケープコミュニケーションズに改名された。
Netscape Navigatorは非常に高機能で簡単に使えたため、まだベータ版であったにもかかわらずマーケットリーダーとなり短期間でシェアを獲得した。Netscape Navigatorの機能の数とシェアはバージョン1.0リリース後にもどんどん伸びつづけた。
バージョン2.0では、Netscape Mailという名称の電子メールクライアントが追加されたため、Netscapeは単なるウェブブラウザからインターネットスイートへの変貌を遂げた。この時点では、「Netscape Navigator」という名称は、ウェブブラウザ単体とインターネットスイートの両方を指し示す名称だった。また、それと同時期にAOLは、Internet ExplorerとともにNetscape Navigatorのバンドルを行いはじめた。
バージョン3.0は、Internet Explorer 3.0という初めての本当の競争相手と対峙することになった。しかし、ネットスケープ社はマイクロソフト社の挑戦をはねつけ、当時最も使われたブラウザであり続けた。バージョン3.0でWYSIWYGのHTMLエディタの機能を持つGoldバージョンが提供されていた。Netscape 3.0は新しいプラグイン、テーブルの背景色、APPLET 要素や archive 属性などの多数の機能を導入した。Netscape Navigator 3は大成功をおさめ、当時誰もが認めるウェブブラウザの巨人となった。最終バージョンは3.04である。
バージョン4では、インターネットスイートの名称をNetscape Communicatorと改名し、ウェブブラウザ単体と名称が混乱する問題を解決した。なお、Netscape Communicatorに同梱されているウェブブラウザの名称はNetscape Navigatorのままであった。
1996年から1997年にかけて5つのプレビュー版をリリースした後の1997年6月にNetscape Communicatorの最後のバージョンがリリースされた。このバージョンの新機能としては、CSS1の幾つかのプロパティのサポートや最小限のダイナミックフォントのサポート、独自拡張のHTML要素がある。激化するInternet Explorer 4との競争やウェブブラウザの基幹部分が時代遅れだという問題があるにもかかわらず、この新しいインターネットスイートは成功した。このNetscape Communicatorは、ウェブブラウザのNavigator、メールクライアント兼ニュースリーダーMail and Newsgroups、アドレス帳、HTMLエディタのComposerで構成されている。
1998年10月、Netscape Communicator 4.5がリリースされた。このリリースでは、特にメールクライアント/ニュースリーダーのコンポーネントについてさまざまな機能の向上が行われた。しかし、ウェブブラウザの基幹部分の更新は行われず、基本的にはバージョン4.08と同様であった。このリリースからほんの1か月後の1998年11月にネットスケープコミュニケーションズはAOLに買収された。（ウェブブラウザ単体である）スタンドアローン版のNetscape Navigatorはまだ利用可能だったが、Microsoft Windows用のバージョン4.08より後のバージョンはリリースされていない。また、UnixやLinuxなどの他のオペレーティングシステム用のスタンドアローン版については、バージョン4.8まで保守された。

### 幻のバージョン5
1998年1月、ネットスケープコミュニケーションズは、将来のすべてのバージョンを（自由ソフトウェアのように）無償で提供し、コミュニティによって開発と保守を行うと発表した。これが後のMozilla Application Suiteである。そしてNetscape Communicator 5.0が発表された。しかし、元にしたソースが長年使われ複雑化していたために、NetscapeとCommunicatorのメジャーバージョンアップのリリースに重大な遅れが生じた。その結果、Internet Explorer 4から本格的にはじまったHTML4やCSS、DOM、JavaScriptの高度な実装を経て、Internet Explorer 5.0はマーケットリーダーになった。1998年11月、Netscape 5の開発を中止し、まったく新しいプログラムをゼロから作成することになった。ここで、ソースコードのつながりがまったく失われてしまったことと、マーケティングな意図も含めて、次にリリースするバージョンは6になる。このため、バージョン5は幻のバージョンとなった。
ちなみに、そのソースコードは「Mozilla Classic」と呼ばれ、現在でも mozilla.org のサイトからダウンロードすることができる。

### バージョン8
2005年から2007年にかけて、Netscape Browserという名称のウェブブラウザがリリースされた。 AOLは比較的成功しているMozilla FirefoxをNetscape Browserのベースに選んだ。このリリースは、従来のようなインターネットスイートではなく単一のウェブブラウザだった。また、論争を招きそうな変更点としては、Windowsのみを対象として作られており、HTMLレンダリングエンジンとして、以前のバージョンでも採用していたGecko以外にInternet Explorer用のTridentの両方を使えるように実装されている。
AOLは、Netscapeチームを解雇し、Mercurial Communicationsに開発の外注を行った。ネットスケープコミュニケーションズは数年前に買収されていたため、この解雇はそれほど驚きではなかった。
バージョン8.0から8.1.2までに存在した一般的なバグを修正したNetscape Browser 8.1.3は2007年4月3日にリリースされた。

### バージョン9
2007年1月23日、新しいスタンドアローン版ウェブブラウザのNetscape Navigator 9のリリースが表明された。このバージョンでは、ニュースフィードのサポートやウェブページ上での議論・投稿・投票手段を強化し、インターネットポータルPropellerとの統合が強化されている。また、再びWindows、Linux、Mac OS Xをサポートするマルチプラットフォームとなった。このバージョンはMozilla Firefox 2.0をベースにしており、FirefoxのアドオンやNetscapeが提供しているプラグインを完全サポートしている。また、このブラウザは2004年以降初めて社内のプログラミングスタッフによって作られた。
最初のベータ版は2007年6月5日にリリースされた。最終バージョンは2007年10月15日にリリースされた。

### シリーズの終焉
2007年12月28日、Netscape全バージョンのサポートを2008年2月1日をもって終了するとNetscape公式ブログで発表された。Netscape公式ブログでは利用者にFirefoxへの移行を促している。その後、NetscapeからFirefoxやFlockへの移行機能を追加する関係から、開発・サポートの終了が1か月延長されることが発表された。なお、この動きを受けてMozilla JapanではNetscapeからFirefoxやThunderbirdへの移行ガイドを公開している。また、サポート終了後にはNetscape日本語版公式ページ上でも同移行ガイドが紹介された。

### Chromium版
2024年11月ごろ、AOLはChromiumベースのWebブラウザとして「Netscape」を復活させたが、これといったアナウンスは行われておらず、Netscapeの名を冠したISPのウェブサイトの最下部にひっそりとリンクが張られているのみとなっている。対応プラットフォームは再びWindowsのみとなった。

## Netscape Messenger 9
2007年11月15日に開発元のブログにおいて、「Netscape Messenger」の名前を冠した電子メールクライアントの開発の公表と、最初の評価版に当たる9.0α1が公開された。2004年8月の7.2から途絶えていたNetscapeブランドのメールソフトは3年ぶりの復活となった。また、Messengerの名前は、1997年のCommunicator 4.0の頃にメール機能の名称として採用されていた名前であり、2002年の4.78から実に5年ぶりに名称が復活した。
Messenger 9はMozilla Thunderbird 2.0.0.9をベースとしており、Navigator 9同様Thunderbird 2.0.0.xの拡張機能をサポートし、Windows以外の環境もサポートした。AOL Instant Messengerのアドレス帳との統合機能が実装されていた。しかし、AOLがNetscapeの開発終了を宣言したため、Messengerは正式版のリリースがなされることなく役目を終えることとなった。

### バージョンの変遷
- 2007年11月15日 - Messengerに関する情報が開発元のブログにおいて公開され、α1が公開された。